# Ermida da Memória (Nazaré)

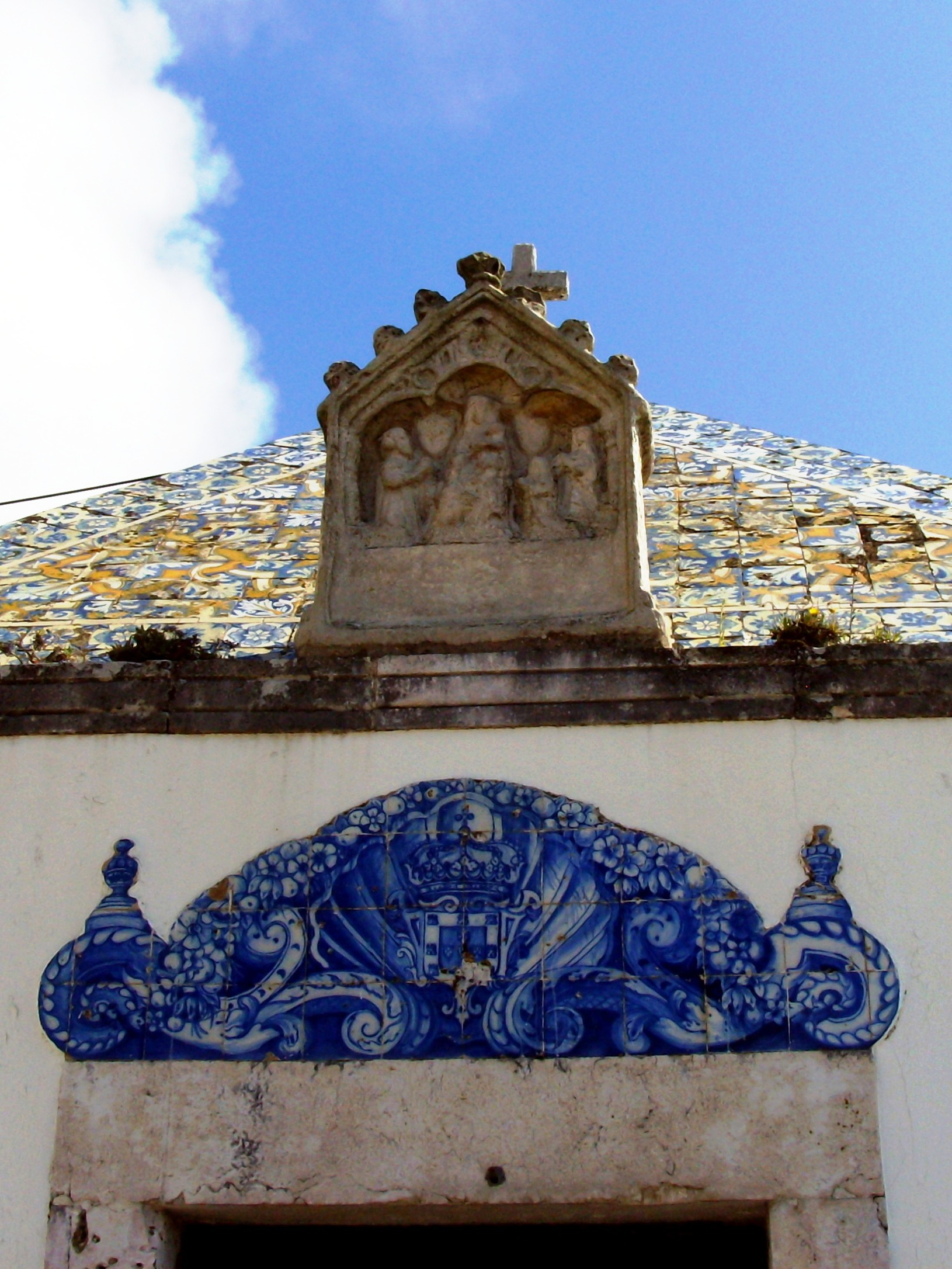
Ermida da Memória: detalhe.

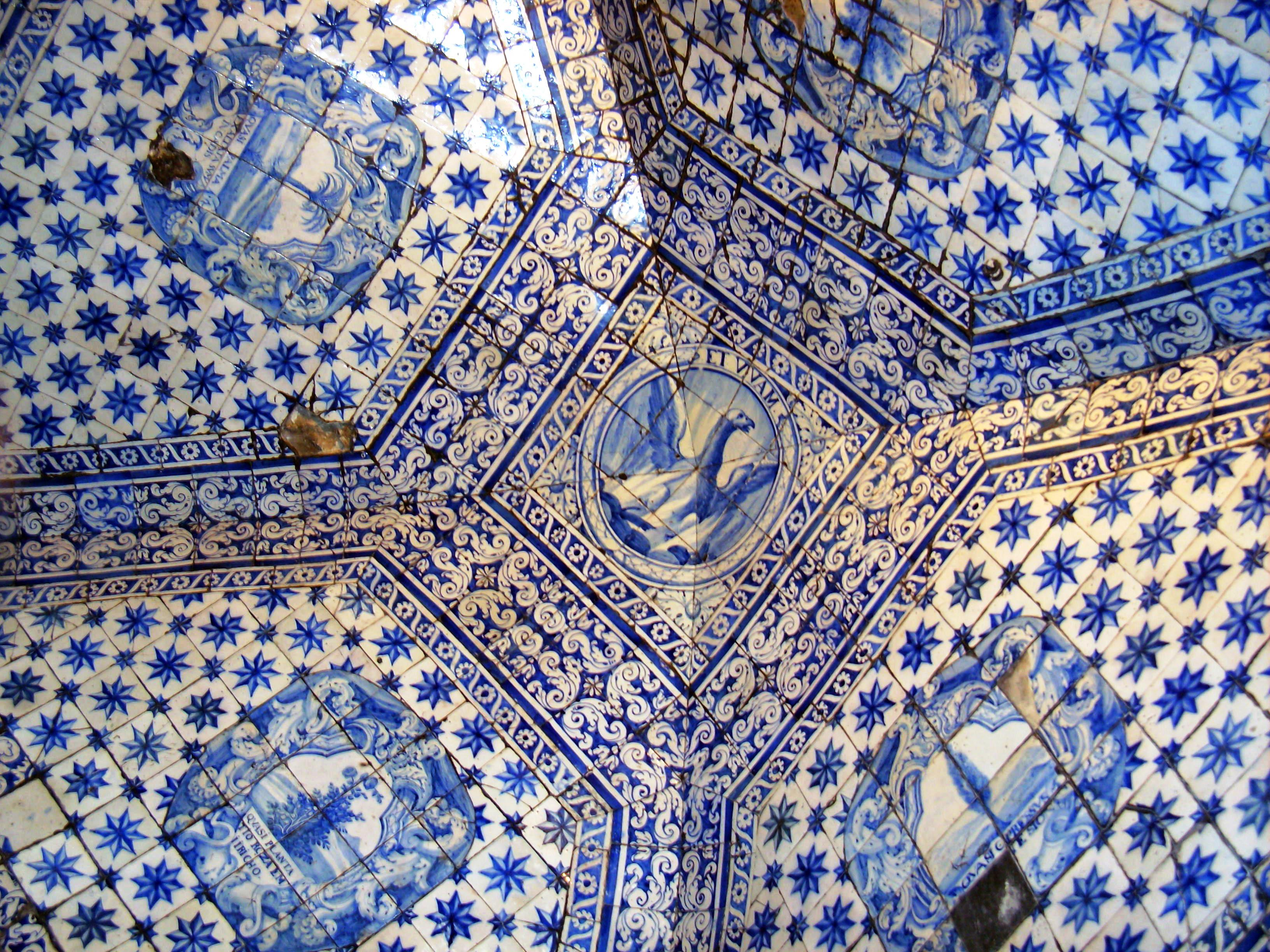
Ermida da Memória: azulejos no interior da cúpula do pavimento térreo.

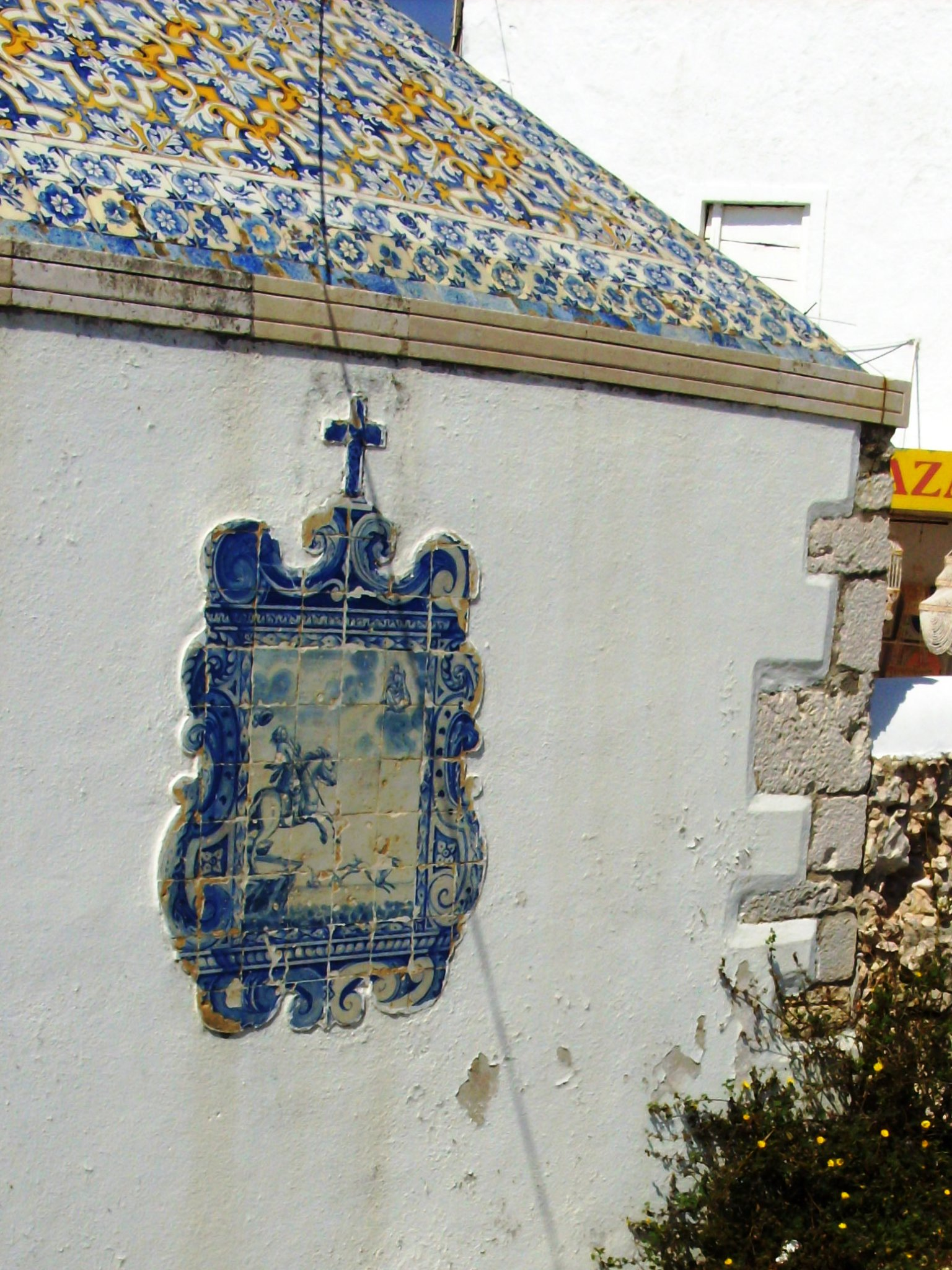
Ermida da Memória: alçado sul com painel de azulejos.

A Ermida da Memória, também referida como Capela da Memória, Capela de Nossa Senhora da Nazaré e Capelinha do Sítio, localiza-se no Sítio da Nazaré, na vila da Nazaré, sede do município homónimo, região Oeste e distrito de Leiria, em Portugal.
A Ermida da Memória está classificada como Imóvel de Interesse Público desde 1993.

## História
A ermida foi erguida em 1182 sobre uma gruta onde, durante o período do domínio muçulmano, esteve a imagem de uma Virgem Negra - Nossa Senhora da Nazaré, sentada a amamentar o Menino Jesus.
A sua construção está ligada à figura de D. Fuas Roupinho e ao episódio da Lenda da Nazaré. Apresentava então a estrutura na forma de um simples alpendre, com os lados abertos em forma de arcos.
No século XIV os primitivos arcos foram entaipados, e a ermida decorada com esculturas de pedra no exterior, entretanto desaparecidas.

## Características
O edifício apresenta planta quadrada e cobertura em forma piramidal.
No exterior, os lados da ermida apresentam quatro metros e meio de largura por três metros de altura até ao arranque da pirâmide.
Sobre a porta existe um painel de azulejos com as armas de Portugal inscritas dentro de uma concha. Assente na cimalha, sobre a porta, existe uma edícula de pedra com decoração gótica, de finais do século XIV, onde se encontra esculpida, em baixo relevo, a imagem de Nossa Senhora da Nazaré ladeada por três figuras de joelhos, bastante danificadas pela ação do tempo.
Na parede sul, sobre a falésia, um outro painel de azulejos recorda o milagre a D. Fuas.
A cobertura piramidal é totalmente azulejada e, no vértice, possui um calvário, encimado por uma cruz de pedra.
O interior da ermida divide-se em dois pavimentos, onde as paredes e as abóbadas estão recobertas de azulejos, do início do século XVIII. No piso superior existe um altar com azulejos datados de 1702. Nas paredes laterais existem duas grandes lajes inscritas com a história da imagem. A abóbada piramidal tem no centro um painel quadrado com a representação da Fénix, símbolizando a esperança da vida após a morte, com a legenda "ET VIVAM" que se pode traduzir por "Vivamos assim". Os lados da pirâmide têm quatro paineis, incrustados em época posterior, pintados com uma roseira, uma palmeira, um cedro, um cipreste e versículos bíblicos dedicados à Virgem Maria, nos quais as características dessas plantas são comparadas às virtudes da Virgem.
O piso inferior, com uma pequena janela sobre o abismo, é coberto de abóbada com um painel representando o milagre a D. Fuas. Dá acesso à entrada da gruta onde se conservou a imagem de Nossa Senhora da Nazaré, de 711 a 1182, ano da construção da capela sobre a gruta, que foi então entaipada, e foi sendo esquecida com o passar dos séculos.

## A gruta da Nazaré
No final do século XVI frei Bernardo de Brito localizou no cartório do mosteiro de Alcobaça uma cópia da doação territorial feita por D. Fuas Roupinho a Nossa Senhora da Nazaré, datada de 1182, onde se lia ter existido uma gruta sob a ermida. O religioso deslocou-se então ao Sítio da Nazaré, obteve a ajuda de outros devotos e, em conjunto, escavaram o subsolo da capela, onde descobriram a gruta, que a partir de então passou a estar visível.
Segundo uma tradição local, em tempos idos aconteceu a várias pessoas aventurarem-se demasiado no interior da gruta e virem a desaparecer. Para esclarecer esse mistério um padre prontificou-se a, preso a uma longa corda e acompanhado pelo seu cão, entrar na gruta, mas mesmo assim, também nunca mais retornou. Por essa razão ter-se-á construído uma parede para impedir o acesso à parte mais remota da gruta e colocaram-se grades na sua entrada.
Hoje em dia os visitantes apenas podem ver a entrada da gruta, sobre a qual existe um nicho onde está exposta uma réplica da imagem da Senhora da Nazaré.